# José Fierro
José Romualdo Fierro (Córdoba, Argentina, 5 de febrero de 1858 - 27 de septiembre de 1943), más conocido como José Fierro, fue un dirigente deportivo argentino, socio fundador y presidente de Atlético Tucumán durante más de 12 años. Su nombre está presente en el estadio del club, el Monumental José Fierro. Dedicado a la docencia, fue un gran contribuyente a la educación académica y deportiva de San Miguel de Tucumán.

## Biografía
Nacido en Córdoba, Fierro se mudó a Tucumán durante su adolescencia. Obtuvo el título de maestro en la provincia del norte argentino y se dedicó a la docencia. Fue profesor en la Escuela Normal y en el Colegio Nacional. Fierro también estuvo a cargo de un internado y fue parte de la Sociedad Sarmiento.

### Deporte como método de aprendizaje
En 1891 organizó el Club Atlético Normal, donde se empezó a practicar el novedoso football.
En 1899, con la inauguración del Gimnasio 24 de septiembre, Fierro se convirtió en director del primer complejo deportivo de la provincia y de la que fue cuna del deporte tucumano.

### Club Atlético Tucumán
El 27 de septiembre de 1902, fue parte de la fundación del Club Atlético Tucumán, al firmar el acta de fundación del primer club de la provincia. El primer presidente fue Agenor Albornoz, durando hasta 1907 en el cargo, cuando fue sucedido por José Fierro.

### Presidencia
Durante su presidencia si impulsó, junto a otros clubes, la creación de distintos torneos que agruparan a los clubes de Tucumán, para la práctica de fútbol. Entre ellos se encuentran la Liga de Foot-Ball, la Liga Tucumana de Football, la Unión Tucumana y la Federación Tucumana de Football, que fue la que se mantuvo por más tiempo. Fierro fue presidente del decano hasta 1920.

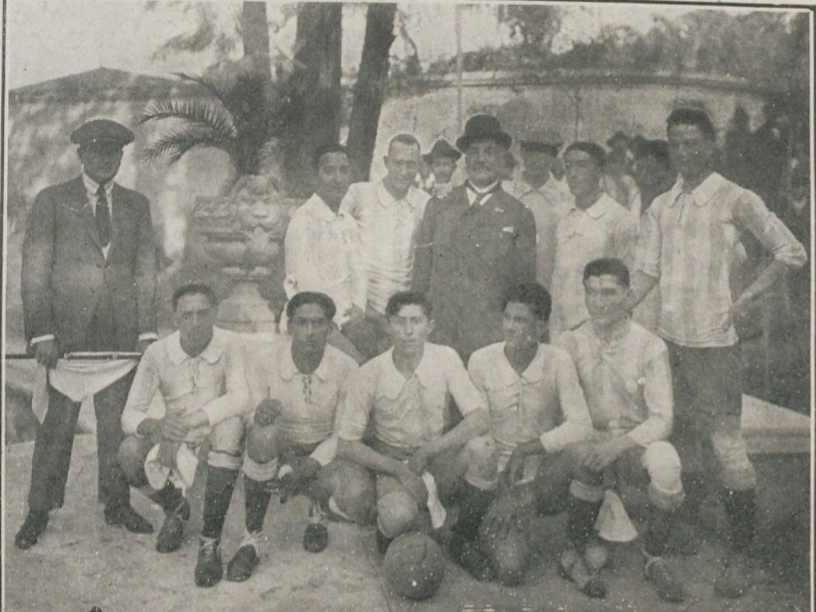
José Fierro junto a la formación campeona de Atlético Tucuman en 1920.

## El Monumental con su nombre
El 21 de mayo de 1922 se inauguró el Monumental José Fierro, bajo el nombre de Grand Stadium. Es en 1938 cuando el estadio pasó a llevar el nombre de José Fierro.

## Palmarés
Títulos de Atlético Tucumán, bajo la presidencia de José Fierro, en las distintas asociaciones.
| Torneos locales oficiales     | Torneos locales oficiales | Torneos locales oficiales |
| Competición                   | Período                   | Títulos                   |
| ----------------------------- | ------------------------- | ------------------------- |
| Liga de Foot-Ball (1)         | 1911-1912.                | 1911.                     |
| Liga Tucumana de Football (2) | 1915-1918.                | 1916 y 1917.              |
| Unión Tucumana (1)            | 1918.                     | 1918.                     |
| Anual - FTF (1)               | 1919-1920.                | 1920.                     |